# ウェンドウィルソン石

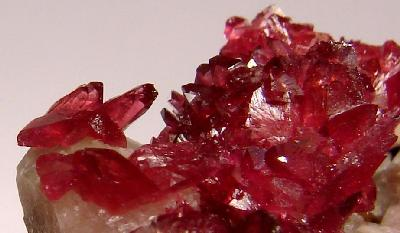
ウェンドウィルソン石/ウェンドウィルソナイト

ウェンドウィルソン石（ウェンドウィルソンせき、英語表記 : Wendwilsonite、別称 : ウェンドウィルソナイト）は、モース硬度は3～4、紅色で、ガラス光沢をした単斜晶系の砒酸塩鉱物。Ca2(Mg,Co2+)(AsO4)2,2H2O。
ローゼライト（Roselite）とは、同じ成分量と色合いでありながらマグネシウムの成分量が違う兄弟のような鉱物。

## 発見者と語源
1987年にPete J. Dunn、Bozidar Darko Sturman、Joseph A. Nelenらによって報告された。語源は、アメリカの鉱物雑誌『Mineralogical Record』の編集者 Wendell Eugene Wilson Jr (1946- )博士の名前から。

## ギャラリー

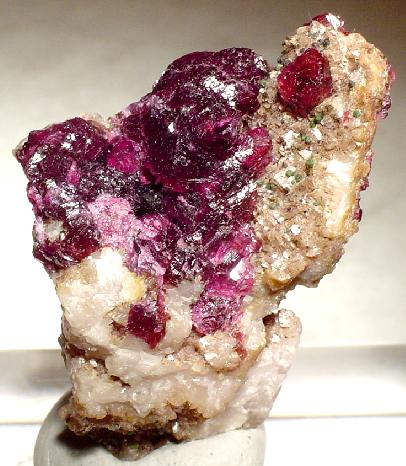
Bou Azzer, Maroc, 3.8 x 3.0 x 2.1 cm
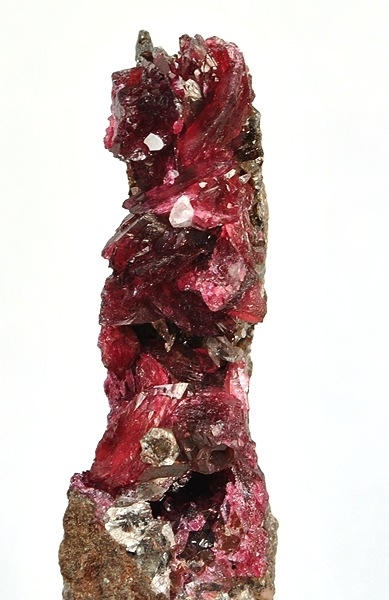
Bou Azzer, Maroc, 5.1 x 2.5 x 1.6 cm.
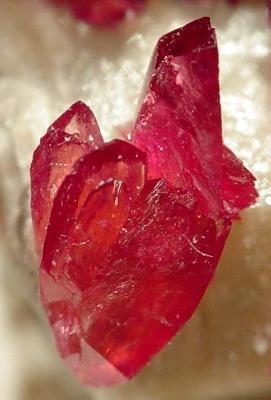
Aghbar Mine, Maroc
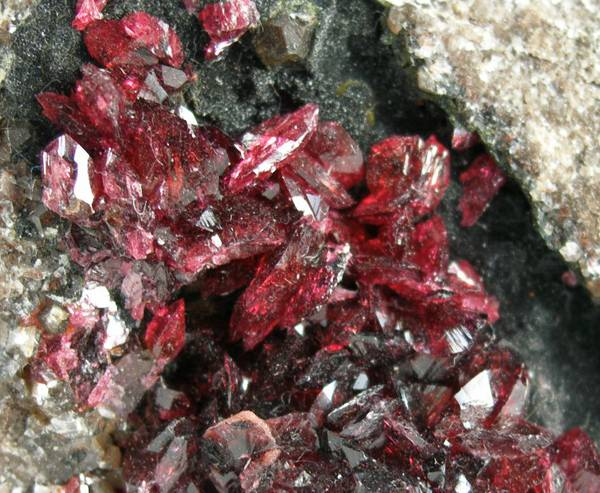
Bou Azzer, Maroc